# Hinterfalkenhof
Hinterfalkenhof ist ein Wohnplatz der Gemeinde Lindlar, Oberbergischen Kreis im Regierungsbezirk Köln in Nordrhein-Westfalen (Deutschland). Der Wohnplatz bildet heute zusammen mit dem benachbarten Wohnplatz Vorderfalkenhof den Lindlarer Ortsteil Falkenhof.

## Lage und Beschreibung
Hinterfalkenhof liegt westlich von Lindlar an der Kreisstraße 24. Eine stark bebaute Siedlung östlich des Hofes trägt den Namen Falkenhof und schließt nahtlos an den Ortskern an. Weitere Nachbarorte sind Merlenbach, Krähenhof, Lingenbach und Schätzmühle.
Nördlich von Hinterfalkenhof erhebt sich mit 279,0 m der Berg Falkemich.

## Geschichte
Carl Friedrich von Wiebeking benennt die Hofschaft auf seiner Charte des Herzogthums Berg 1789 als Falkenhoff. Aus ihr geht hervor, dass der Ort zu dieser Zeit Teil der Unteren Dorfhonschaft im Unteren Kirchspiel Lindlar war.
Auf der Topographischen Aufnahme der Rheinlande von 1825 sind zwei Wohnplätze als Falkenhof verzeichnet. Die Preußische Uraufnahme von 1840 zeigt ebenfalls zwei Ortschaften unter dem Namen Falkenhof. Ab der Preußischen Neuaufnahme von 1894/96 ist der Ort auf Messtischblättern als Hint. Falkenhof verzeichnet.
1822 lebten 20 Menschen im als Haus kategorisierten und Der hintere Falkenhof bezeichneten Ort, der nach dem Zusammenbruch der napoleonischen Administration und deren Ablösung zur Bürgermeisterei Lindlar im Kreis Wipperfürth gehörte. Für das Jahr 1830 werden für den als der hintere Falkenhof bezeichneten Ort zusammen mit den Wohnplätzen Berghäusgen, Dörl, Eremitage, Clause, Frauenhaus und Falkenhof 57 Einwohner angegeben. Der 1845 laut der Uebersicht des Regierungs-Bezirks Cöln als Hinter-Falkenhof kategorisierte Ort besaß zu dieser Zeit ein Wohngebäude mit acht Einwohnern, alle katholischen Bekenntnisses. Die Gemeinde- und Gutbezirksstatistik der Rheinprovinz führt Hinterfalkenhof 1871 mit zwei Wohnhäusern und 17 Einwohnern auf. Im Gemeindelexikon für die Provinz Rheinland von 1888 werden für Hinter Falkenhof zwei Wohnhäuser mit 14 Einwohnern angegeben. 1895 besitzt der Ort zwei Wohnhäuser mit 17 Einwohnern, 1905 werden zwei Wohnhäuser und 15 Einwohner angegeben.